# جوپورهات-۱
جوپورهات-۱ (به لاتین: Joypurhat-1) یک منطقهٔ مسکونی در بنگلادش است که در ناحیه جایپورهات واقع شده‌است.